# August Treboniu Laurian

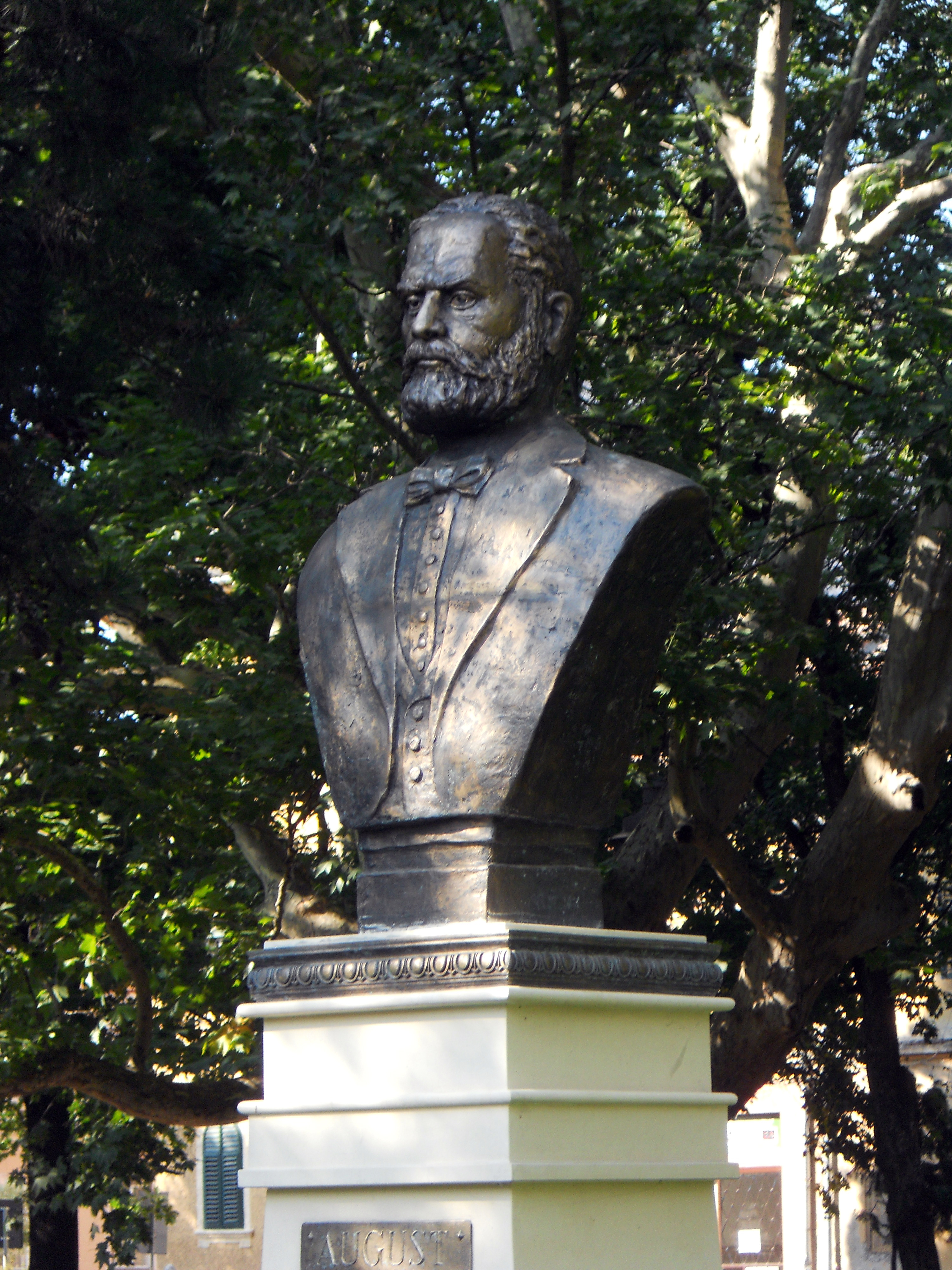
August Treboniu Laurian, byst i Sibiu.

August Treboniu Laurian, född 17 juli 1810 i Transsylvanien, död 25 februari 1881 i Bukarest, var en rumänsk historiker.
Laurian blev 1844 lärare vid S:t Sava-kollegiet i Bukarest, deltog 1848 i de politiska rörelserna i Transsylvanien, kallades 1851 som skolinspektör till Moldova och blev 1858 professor vid universitetet i Bukarest. Hans förnämsta arbeten är Tentamen criticum in originem, derivationem et formam linguæ romanicæ (1840), Istoria românilor (1853, tredje upplagan i två band 1873) och en omfattande tendentiös rumänsk ordbok (1871).
Tillsammans med Nicolae Bălcescu utgav han "Magazin istoric pentru Dacia" (Historiskt magasin för Dakien; fyra band, 1844-47). Laurian var en ivrig anhängare av teorin om rumänernas härkomst från latinska kolonister i Dakien och försökte utom i sina historiska skrifter förfäkta den även i ett par från vetenskaplig synpunkt underhaltiga filologiska arbeten, i vilka han framställde rumänskan som ett från dessa kolonister ärvt, av främmande påverkan nästan oberört romanskt språk.